# Melanorhinus
Melanorhinus is een geslacht van straalvinnige vissen uit de familie van koornaarvissen (Atherinopsidae).

## Soorten
- Melanorhinus boekei Metzelaar, 1919
- Melanorhinus cyanellus Meek & Hildebrand, 1923
- Melanorhinus microps Poey, 1860